# XXI típusú német tengeralattjáró
Az XXI típusú német tengeralattjárók, vagy más néven az „Elektroboot”-ok voltak az első tengeralattjárók, melyeket folyamatos víz alatti működésre fejlesztettek ki a második világháborúban. Az addigi tengeralattjárók főként a felszínen közlekedtek és csak támadás, vagy menekülés során merültek a víz alá. A XXI típusú tengeralattjáró, kora csúcstechnikája és forradalmi újítás volt, és ha korábban, valamint nagyobb számban gyártották volna őket, komolyan befolyásolhatták volna az atlanti csata kimenetelét.

## A típus műszaki újdonságai
Az XXI típusú tengeralattjárók egyik legnagyobb előrelépése a megnövelt akkumulátor-kapacitás volt, mely durván háromszorosa volt a VII típusú tengeralattjárókénak. Ezáltal a hajók vízalatti hatótávolsága drasztikusan megnőtt, jóval kevesebb időt kellett a felszín közelében tölteniük az akkumulátorok újratöltésére. Az ilyen U-bootok körülbelül 5 csomós (9 km/h) sebességgel tudtak haladni a víz alatt folyamatosan, nem kevesebb, mint két vagy három napig, amíg az akkumulátort fel nem kellett tölteni. A maximális sebességük víz alatt 17 csomó volt. A 14 csomós sebességet 14 órán keresztül tudták tartani. Az akkumulátor feltöltése, melyet a Schnorchelen (légperiszkóp) keresztül végeztek, kevesebb mint öt órát vett igénybe, és jóval halkabb is volt, mint a VIIC típusú tengeralattjárok akkumulátorainak töltése, így nehezebb volt felfedezni őket nagy távolságból.
Az áramvonalasabb kialakítás miatt az XXI típusú tengeralattjárók gyorsabban tudtak közlekedni a víz alatt, mint a felszínen. Ezzel a képességével számos felszíni hajót tudott lehagyni. Emellett a merülés is rövidebb időt vett igénybe, ami miatt csak komoly nehézségek árán tudták utolérni vagy elpusztítani. A vízalatti gyorsaságának köszönhetően a víz alatt maradhatott, miközben a támadás megkezdésére alkalmas pozíciót vett fel, ellenben a régebbi típusú tengeralattjárókkal, melyeknek a felszínre kellett emelkedniük, majd gyorsan áthajózni a megfelelő helyre, még a támadás megkezdése előtt. A felszínre emelkedéssel könnyen elárulhatták a U-boot helyzetét, főleg ha a közelben ellenséges repülőgép is tartózkodott. A világ első atomtengeralattjárója, az USS Nautilus (SSN 571), valamint az első vízcsepp alakú tengeralattjáró, az USS Albacore (AGSS 569) tervezői számos ötletet merítettek az XXI típusú tengeralattjárókból.
Az XXI típusú tengeralattjárókon az életkörülmények is lényegesen jobbak voltak, az előző típusokhoz viszonyítva. Volt a tengeralattjárón hűtő az ételeknek, zuhany és mosdó a legénységnek. A többi tengeralattjárón a legénység tagjai gyakran hetekig tartó őrjáratokat töltöttek el fürdés, vagy borotválkozás nélkül. A XXI típusú tengeralattjárók hidraulikus torpedó-betöltő rendszerrel is el voltak látva, melyekkel az orrban lévő hat torpedót gyorsabban töltötték be, mint a VII típusú U-bootokon egyetlen darabot. Ennek segítségével a tengeralattjáró 20 perc alatt 18 torpedó kilövésére volt képes. A XXI típusú tengeralattjárók 23 torpedót, vagy 17 torpedót és 12 aknát tudtak magukkal vinni. Mindezeken kívül, a tengeralattjárónak olyan fejlett szonárja volt, hogy anélkül célba tudták venni vele az ellenséges hajókat, hogy a periszkópot használták volna, így a tengeralattjárók tovább tudtak rejtve maradni.

## A tengeralattjárók építése
1943 és 1945 között 118 darab XXI típusú tengeralattjárót építettek a hamburgi Blohm & Voss, a brémai AG Weser, illetve a danzigi F. Schichau hajógyárban. Ezeknek az U-bootoknak az építése gyorsabban haladt a korábbi tengeralattjárókénál, ugyanis a hajótest 8 db készre szerelt darabból állt, melyeket különböző gyárakban készítettek el. Ennek ellenére a háború végéig mindössze két ilyen tengeralattjáró tudott hadrendbe állni, az U–2511 és az U–3008. Ez a hosszú kiképzési folyamat eredménye volt, ugyanis a legénységnek sok időbe telt, mire elsajátította az új technológiák használatát.

## A hajók háború utáni sorsa
A háború után a legtöbb XXI típusú tengeralattjárót szétbontották, vagy elsüllyesztették, kivéve nyolc darabot, melyek a szövetségesekhez kerültek, ahol átvizsgálták azokat. Az Egyesült Államok megszerezte az U–2513-at és az U–3008-at, melyeket később hadrendbe is állítottak. Az U–3017 a Brit Királyi Haditengerészethez került, ahol átkeresztelték HMS N41-re. Franciaország az U–2518-at kaparintotta meg, mely később a Roland Morillot nevet viselte. Az U–3515, az U–2529, az U–3035, és az U–3041 a szovjetek kezébe került, akik átnevezték őket B–27-re, B–28-ra, B–29-re, és B–30-ra. Később ezek a tengeralattjárók szolgáltak a Zulu és Whiskey osztályú szovjet tengeralattjárók alapjaként, bár a Whiskey osztály tagjai némileg kisebbek voltak és kevésbé modernek.
Egy kilencedik XXI típusú tengeralattjáró is szolgálatba állt a háború után, az U–2540. Ezt az U-bootot a háború végén elsüllyesztették, de 1957-ben kiemelték és elkészítették belőle a Bundesmarine Wilhelm Bauer nevű kísérleti tengeralattjáróját. Később ezt a hajót állították ki a bremerhaveni Német Hajózási Múzeumnál (Deutsches Schiffahrtsmuseum).

## Jellemzők

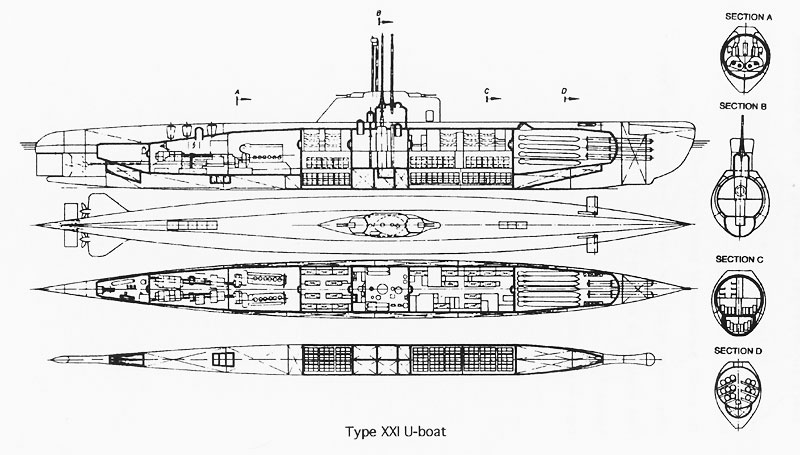
XXI típusú tengeralattjáró rajza.

- Vízkiszorítás: 1621 t/1819 t, 2100 t teljes terhelés mellett
- Hossz: 76,7 m összesen, 60,5 m a nyomásálló test
- Szélesség: 8 m a teljes, 5,3 m a nyomásálló test
- Merülés: 6,3 m
- Magasság: 11,3 m
- Meghajtás: 
  - Felszínen: 3 MW (4000 LE) = 15,6 csomó (29 km/h)
  - Lemerülve: 3,3 MW (4400 LE) = 17,2 csomó (32 km/h)
- Hatótávolság: 
  - Felszínen: 28 675 km (10 csomós sebesség mellett)
  - Lemerülve: 630 km (5 csomós sebesség mellett)
- Legénység: 57 fő
- Fegyverzet: 
  - 6x21" (533 mm) torpedó-vetőcső (elöl)
  - 23 torpedó (vagy 17 torpedó és 12 akna)
  - 4x20 mm ágyú